# Guillaume-Frédéric Greive
Pour les articles homonymes, voir Greive.
Guillaume-Frédéric Greive (en néerlandais Willem Frederik Greive), né en 1816 à La Haye et mort le 18 septembre 1865 à Paris 18e, est un violoniste et compositeur néerlandais.

## Biographie
Après avoir étudié le violon avec Kleine et Robberechts, il vient se fixer à Paris, où il entre comme alto à l'orchestre du Théâtre-Italien. De 1850 à 1860, il fait exécuter, soit à la société Sainte-Cécile, dirigée par M. Seghers et dont il est membre, soit dans des concerts donnés par lui, divers morceaux de musique instrumentale qui décèlent un talent solide, réel et sérieux. Il fait aussi représenter sur le théâtre de Bade, en 1863, un opéra-comique en un acte, la Neuvaine de la Chandeleur, qui est très bien accueilli. Lorsque, vers la même époque, Félicien David conçoit le projet, ensuite abandonné, de fonder une grande entreprise de concerts (dans la rue Richer, à l'endroit où l'on a établi depuis le spectacle des Folies-Bergère), il choisit Greive pour son chef d'orchestre. Atteint d'une gastrite, cet artiste modeste et distingué meurt le 19 septembre 1865, après deux années de souffrances.
On publie de lui :
- L'accord du violon, avec accompagnement de piano, Paris, Gérard[3].
- La première gamme, id., id., id.[3].
- La première syncope, id., id., id.[3].